# 埃科勒河
埃科勒河（法語：École，法語發音：[ekɔl] ⓘ）是法国法兰西岛大区塞纳-马恩省与埃松省的河流，是塞纳河的左支流，长26.73千米。